# الثامرية (الرقة)
الثامرية قرية سورية تتبع ناحية مركز الرقة في منطقة مركز الرقة في محافظة الرقة. بلغ عدد سكانها 43 نسمة في عام 2004 حسب إحصاء المكتب المركزي للإحصاء.